# Bahnhof Oyama
Der Bahnhof Oyama (jap. 小山駅 Oyama-eki) ist ein Bahnhof auf der japanischen Insel Honshū. Er wird von der Bahngesellschaft JR East betrieben und befindet sich in der Präfektur Tochigi auf dem Gebiet der Stadt Oyama. An diesem bedeutenden Eisenbahnknoten halten unter anderem Shinkansen-Hochgeschwindigkeitszüge.

## Verbindungen
Oyama ist ein Kreuzungsbahnhof und wichtiger Verkehrsknotenpunkt, in welchem die Tōhoku-Shinkansen und die Utsunomiya-Linie (ein Teil der Tōhoku-Hauptlinie), zwei der bedeutendsten Bahnstrecken Japans, parallel verlaufen. Beide verbinden Tokio mit Sendai und Morioka. Im Bahnhof zweigen außerdem die Ryōmō-Linie nach Maebashi und die Mito-Linie nach Kasama ab. Alle Linien werden von der Bahngesellschaft JR East betrieben.
Auf der Shinkansen-Schnellfahrstrecke wird Oyama üblicherweise ein- oder zweimal je Stunde und Richtung von einem Zug der Gattung Yamabiko oder Max Yamabiko bedient. Ein Teil dieser Züge wird in Fukushima zur Yamagata-Shinkansen nach Shinjō durchgebunden. Die Utsunomiya-Linie dient überwiegend dem beschleunigten Mittelstreckenverkehr im nördlichen Teil der Metropolregion Tokio. Einzelne Eilzüge beginnen oder enden im Bahnhof Ueno, die meisten werden jedoch über die Ueno-Tokio-Linie zum Bahnhof Tokio geleitet, von wo aus sie auf der Tōkaidō-Hauptlinie weiter in Richtung Odawara und Atami fahren. Zwischen Akabane und Utsunomiya besteht ein Parallelverkehr mit Zügen der Shōnan-Shinjuku-Linie aus und in Richtung Zushi, die abwechselnd alle Zwischenbahnhöfe bedienen oder nördlich von Ōmiya die kleineren ohne Halt durchfahren.
Auf der Ryōmō-Linie wird ein angenäherter Stundentakt angeboten, wobei die Züge in der Regel über die nominelle Endstation Shin-Maebashi hinaus nach Takasaki verkehren; vereinzelte Züge wenden in Kiryū. Auf der Mito-Linie verkehren die Züge stündlich bis Tomobe, wobei dieses Angebot morgens und abends auf dem Teilstück Oyama–Shimodate verstärkt wird. Sowohl auf dem östlichen als auch auf dem westlichen Bahnhofsvorplatz gibt es einen Busterminal. Sie werden von rund einem Dutzend Linien der Gesellschaften Kantō Jidōsha und O'Bus bedient.

## Anlage
Der Bahnhof steht an der Grenze zwischen den Stadtteilen Chūōchō im Westen, Shiroyamachō im Nordwesten und Ekihigashidōri im Osten. Unmittelbar westlich des Bahnhofs erstreckt sich das Stadtzentrum. Unter dem Namen Oyama-shuku war es in der Edo-Zeit eine Poststation an der Fernstraße Nikkō Kaidō. Aus dieser Zeit sind mehrere historische Gebäude erhalten geblieben, zudem befinden sich hier verschiedene öffentliche Einrichtungen. An der Ostseite stehen unter anderem ein Baumarkt und die juristische Fakultät der privaten Universität Hakuō Daigaku.
Die Anlage ist annähernd von Süden nach Norden ausgerichtet und umfasst 13 Gleise, von denen elf dem Personenverkehr dienen. Erhöht auf einem Viadukt liegen die fünf westlichsten Gleise. Sie sind normalspurig und dienen dem Hochgeschwindigkeitsverkehr. Die Shinkansen-Züge halten hier an einem Seitenbahnsteig und einem Mittelbahnsteig, die beide überdacht und von Schallschutzwänden eingefasst sind sowie Platz für bis zu 17 Wagen bieten. Dazwischen liegen zwei Durchgangsgleise für jene Shinkansen-Züge, die hier nicht halten. Östlich davon schließt sich der Bahnhofteil für das kapspurige Streckennetz an, bestehend aus drei ebenerdigen Mittelbahnsteigen, die kürzer, aber ebenfalls vollständig überdacht sind. Hinzu kommt unter dem Shinkansen-Mittelbahnsteig ein Kopfbahnsteig mit zwei Stumpfgleisen für die Züge der Ryōmō-Linie. Es gibt kein eigentliches vorgelagertes Empfangsgebäude, stattdessen sind die Publikumsanlagen unter dem Shinkansen-Viadukt angeordnet. Eine breite Fußgängerpassage führt unter dem Viadukt hindurch und über die Kapspurgleise hinweg vom westlichen zum östlichen Bahnhofsvorplatz. Treppen, Rolltreppen und Aufzüge stellen die Verbindung zu den Bahnsteigen her.
Im Fiskaljahr 2019 nutzten durchschnittlich 22.471 Fahrgäste täglich den Bahnhof, wovon 4902 auf den Shinkansen-Teil entfielen.

## Bilder

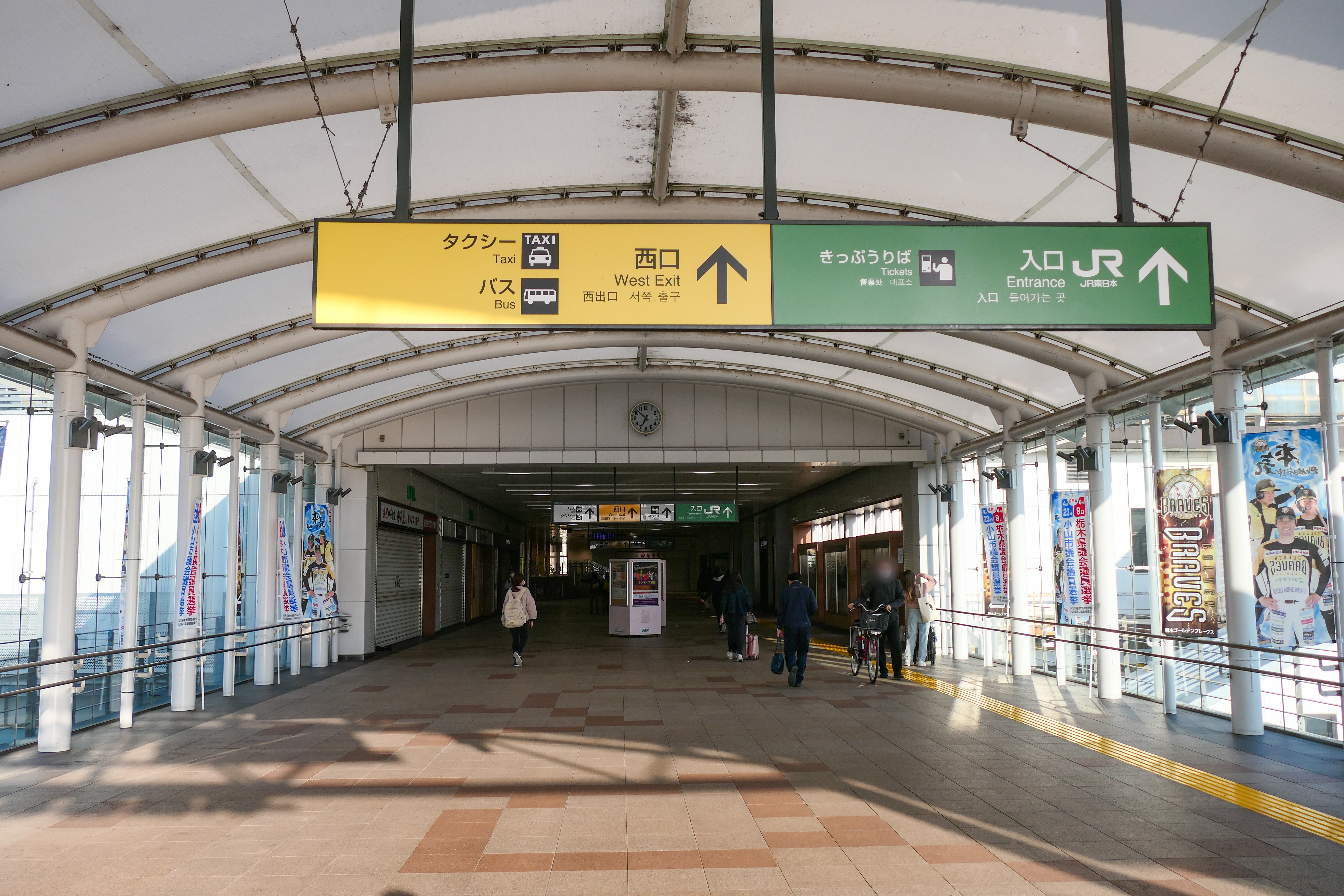
Ost-West-Fußgängerpassage
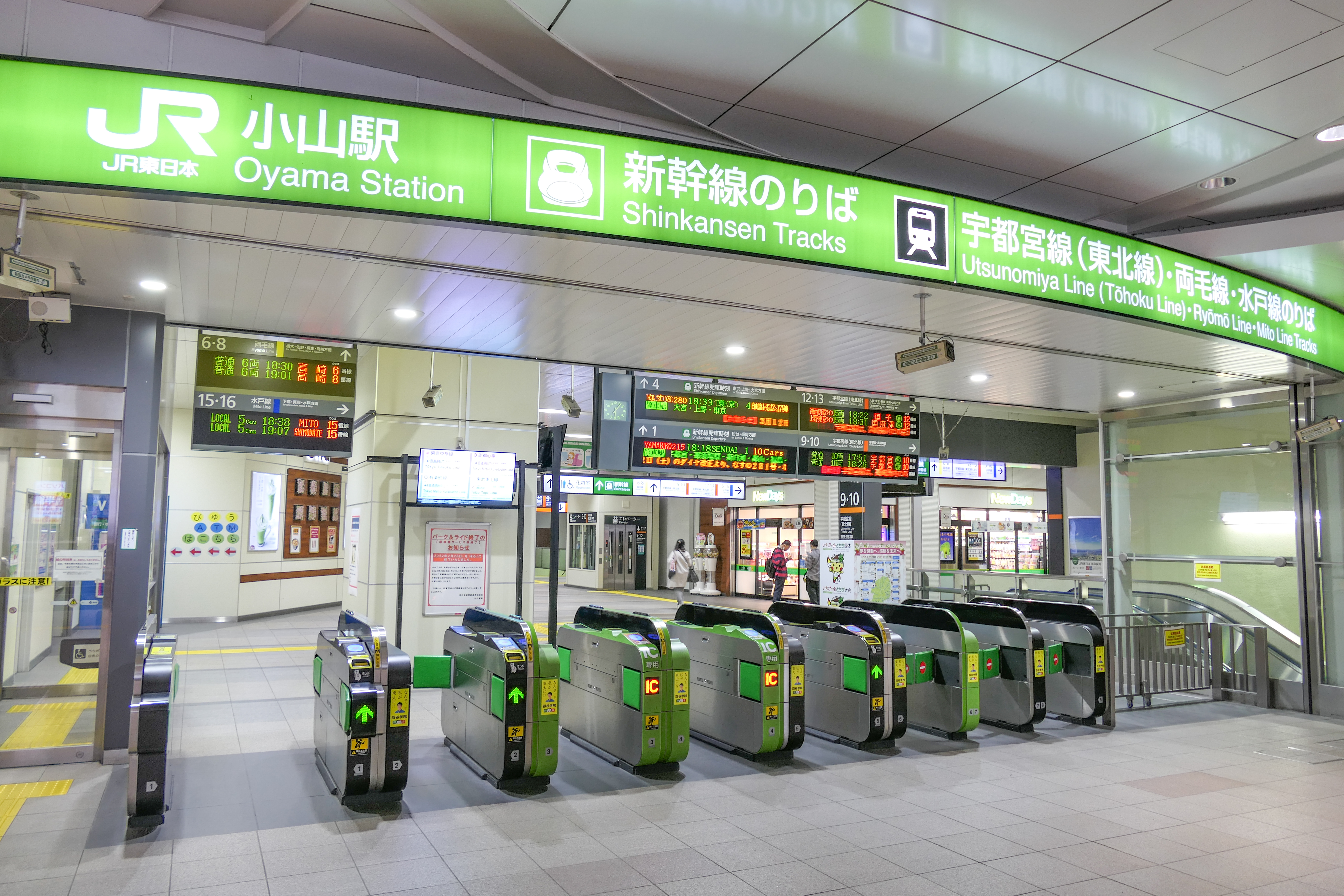
Bahnsteigsperren
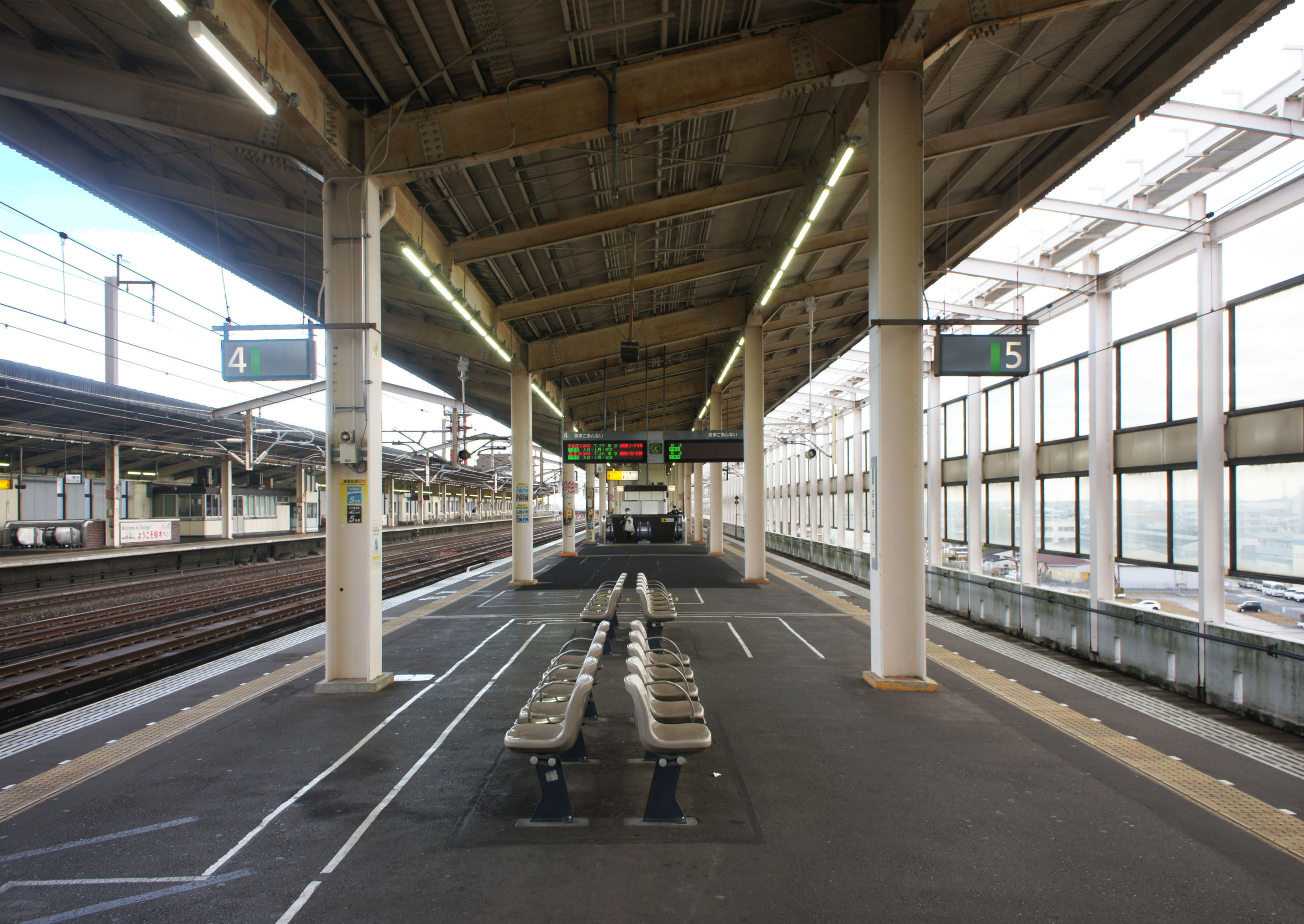
Shinkansen-Bahnsteig
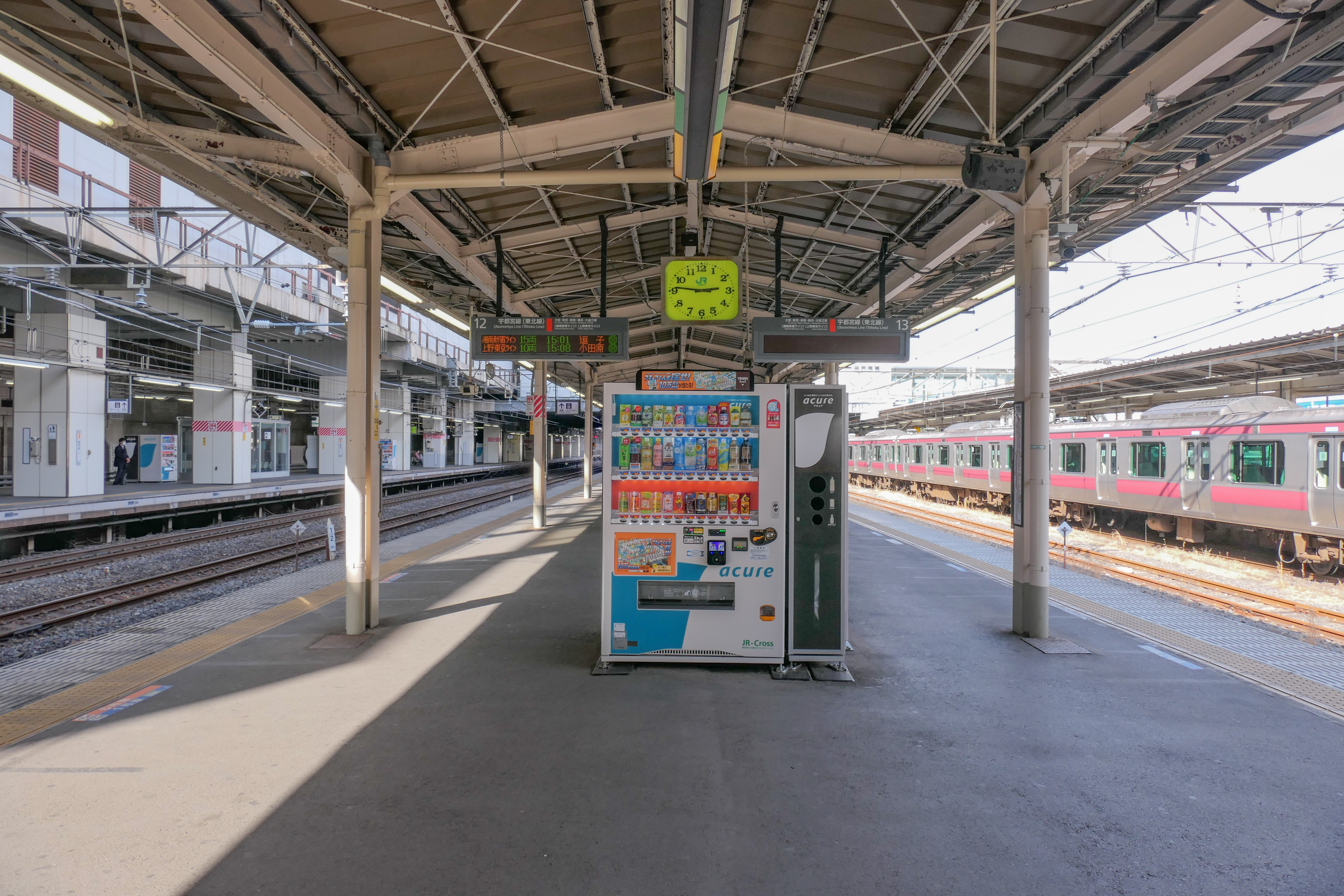
Bahnsteig (Gleis 12/13)
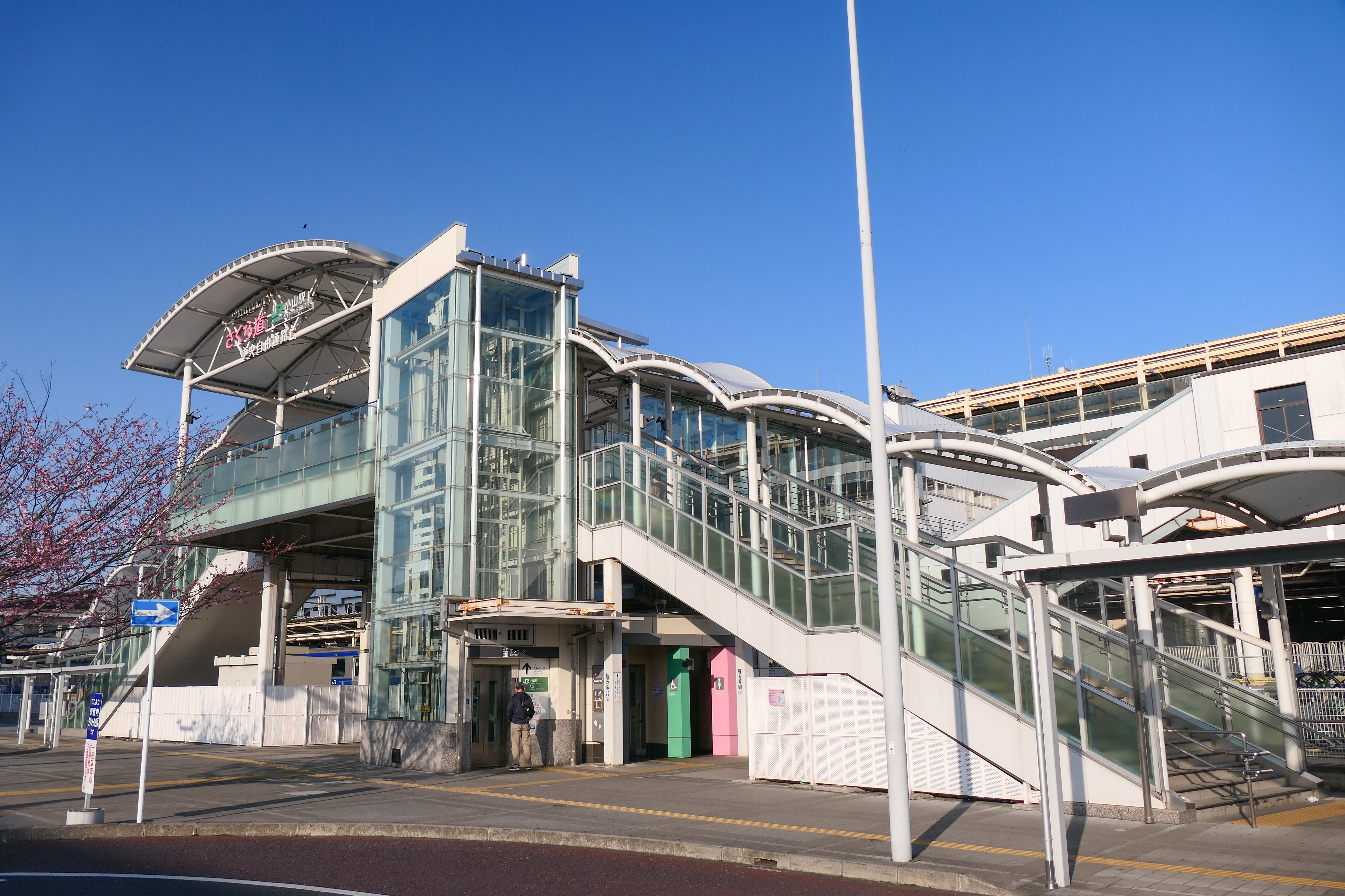
Osteingang

## Gleise
| 1     | ▉ Tōhoku-Shinkansen     | Utsunomiya • Kōriyama • Sendai • Morioka • Shin-Aomori |
| 4     | ▉ Tōhoku-Shinkansen     | Ōmiya • Tokio                                          |
| 5     | ▉ Tōhoku-Shinkansen     | (Reservebahnsteig)                                     |
| 6/8   | ▉ Ryōmō-Linie           | Tochigi • Kiryū • Maebashi • Takasaki                  |
| 9/10  | ▉ Utsunomiya-Linie      | Utsunomiya • Kuroiso • Kōriyama                        |
| 12/13 | ▉ Utsunomiya-Linie      | Ōmiya • Tokio • Yokohama • Odawara                     |
| 12/13 | ▉ Shōnan-Shinjuku-Linie | Ōmiya • Shinjuku • Yokohama • Zushi                    |
| 15/16 | ▉ Mito-Linie            | Shimodate • Mito                                       |

## Linien
| Verlauf der Tōhoku-Shinkansen |
| --- |
| Tokyo • Ueno • Ōmiya • Oyama • Utsunomiya • Nasushiobara • Shin-Shirakawa • Kōriyama • Fukushima • Shiroishi-Zaō • Sendai • Furukawa • Kurikoma-Kōgen • Ichinoseki • Mizusawa-Esashi • Kitakami • Shin-Hanamaki • Morioka • Iwate-Numakunai • Ninohe • Hachinohe • Shichinohe-Towada • Shin-Aomori |

| Verlauf der Utsunomiya-Linie |
| --- |
| Tokyo • Ueno • Oku • Akabane • Urawa • Saitama-Shintoshin • Ōmiya • Toro • Higashi-Ōmiya • Hasuda • Shiraoka • Shin-Shiraoka • Kuki • Higashi-Washinomiya • Kurihashi • Koga • Nogi • Mamada • Oyama • Koganei • Jichi-Idai • Ishibashi • Suzumenomiya • Utsunomiya • Okamoto • Hōshakuji • Ujiie • Kamasusaka • Kataoka • Yaita • Nozaki • Nishi-Nasuno • Nasushiobara • Kuroiso |

| Verlauf der Mito-Linie |
| --- |
| Oyama • Otabayashi • Yūki • Higashi-Yūki • Kawashima • Tamado • Shimodate • Niihari • Yamato • Iwase • Haguro • Fukuhara • Inada • Kasama • Shishido • Tomobe |

| Verlauf der Ryōmō-Linie |
| --- |
| Oyama • Omoigawa • Tochigi • Ōhirashita • Iwafune • Sano • Tomita • Ashikaga Flower Park • Ashikaga • Yamamae • Omata • Kiryū • Iwajuku • Kunisada • Isesaki • Komagata • Maebashi-Ōshima • Maebashi • Shin-Maebashi • Ino • Takasakitonyamachi • Takasaki |

## Geschichte
Die Nippon Tetsudō, Japans erste private Bahngesellschaft, errichtete vom Bahnhof Ueno in Tokio aus die Tōhoku-Hauptlinie in Richtung Norden und eröffnete den Bahnhof Oyama am 16. Juli 1885. Da sich der Brückenbau über den Fluss Tone verzögerte, war die Strecke dort zunächst zweigeteilt und die Fahrgäste mussten zwischen Kurihashi am Südufer und dem provisorischen Bahnhof Nakata am Nordufer vorübergehend eine Eisenbahnfähre nutzen. Dieser Zustand endete am 17. Juni 1886 mit der Inbetriebnahme der Brücke, worauf der durchgehende Verkehr zwischen Ueno und Utsunomiya aufgenommen werden konnte. Innerhalb weniger Jahre entwickelte sich der Bahnhof zu einem Eisenbahnknoten. Am 22. Mai 1888 nahm die Ryōmō Tetsudō den von Oyama nach Ashikaga führenden Abschnitt der Ryōmō-Linie in Betrieb, am 16. Januar 1889 folgte die Mito Tetsudō mit der gesamten Mito-Linie. Beide Bahngesellschaften gingen nach wenigen Jahren in der Nippon Tetsudō auf, die Mito Tetsudō am 1. März 1892 und die Ryōmō Tetsudō am 1. Januar 1897. Nachdem der japanische Reichstag das Gesetz zur Verstaatlichung der Eisenbahnen beschlossen hatte, ging die Nippon Tetsudō am 1. November 1906 in Staatsbesitz über.
Im Laufe der folgenden Jahrzehnten gab es punktuelle Ausbauten und Renovationen. Beispielsweise erhielt der Bahnhof 1969 einen Eingang an der Ostseite. Eine grundlegende Neuplanung löste der im Oktober 1971 von der Regierung gefällte Beschluss aus, die Schnellfahrstrecke Tōhoku-Shinkansen über Oyama zu führen. Nach dem Beginn des Streckenbaus im Dezember 1972 ließ die Japanische Staatsbahn auch den Bahnhof vollständig umgestalten und nahm das neue Empfangsgebäude am 30. Mai 1978 in Betrieb. Die offizielle Eröffnung folgte am 15. Juli desselben Jahres. Mit der Eröffnung des Teilstücks Ōmiya–Morioka am 23. Juni 1982 des Tōhoku-Shinkansen erlangte der neue Bahnhof schließlich seine volle Funktionsfähigkeit. Im Rahmen der Staatsbahnprivatisierung ging er am 1. April 1987 in den Besitz der neuen Gesellschaft JR East über. Diese eröffnete im Juni 2012 eine neue zentrale Fußgängerpassage und im März 2014 war die Umgestaltung des Bahnhofsvorplatzes abgeschlossen.